# Leptocerus dicopennis
Leptocerus dicopennis är en nattsländeart som först beskrevs av Hwang 1958.  Leptocerus dicopennis ingår i släktet Leptocerus och familjen långhornssländor. Inga underarter finns listade i Catalogue of Life.